# Agnes von Habsburg (1315–1392)

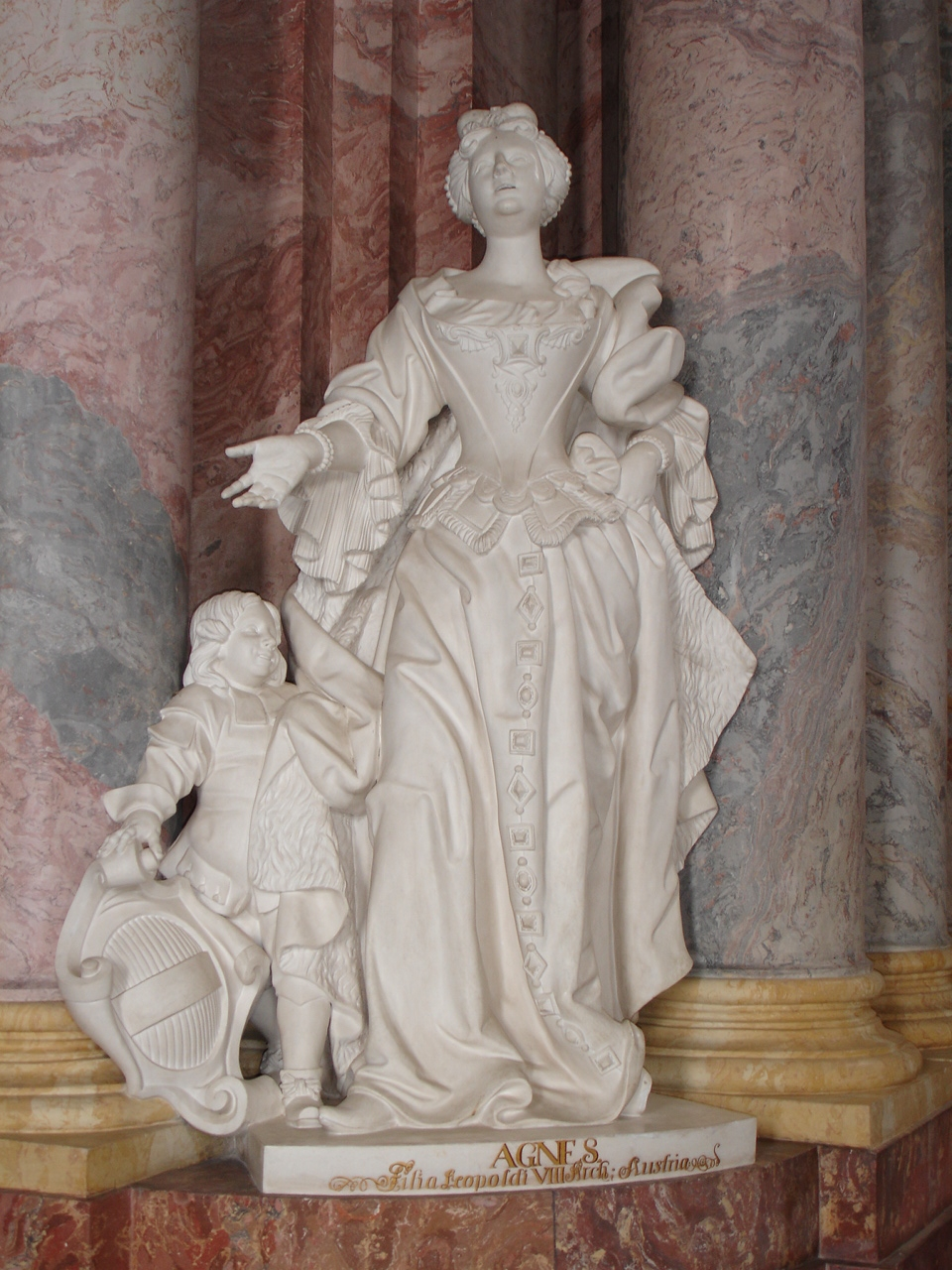
Agnes von Habsburg; Skulptur in der Fürstenkapelle des Klosters Grüssau

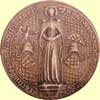
Agnes von Habsburg, zeitgenössisches Siegel

Agnes von Habsburg (* um 1315 in Wien; † 1392 in Schweidnitz) war die letzte Herzogin von Schweidnitz-Jauer.

## Leben
Agnes war die zweite Tochter des habsburgischen Herzogs Leopold I. des Glorreichen aus dessen Ehe mit Katharina, Prinzessin von Savoyen.
Im Jahre 1338 heiratete sie Herzog Bolko II. von Schweidnitz-Jauer, der dem Liegnitzer Zweig der Schlesischen Piasten entstammte. Die Ehe blieb vermutlich kinderlos, obwohl nach einer Sage der einzige Sohn des Herzogspaares, Bolko, während eines Spiels, als er neun Jahre alt war, auf dem Hofe der Bolkoburg durch einen versehentlichen Steinwurf des Hofnarren Jakob Thau ums Leben gekommen sein soll.
Nach dem Tode ihres Mannes im Jahre 1368 fiel das Herzogtum-Schweidnitz Jauer erbrechtlich an die Krone Böhmen, wobei Agnes eine lebenslange Nutznießung zustand. Sie starb im Jahre 1392 in Schweidnitz und wurde in der dortigen Franziskanerkirche beigesetzt. In der unter Abt Benedikt II. Seidel 1735–1747 errichteten Fürstenkapelle des Zisterzienserklosters Grüssau befindet sich eine Skulptur der Herzogin Agnes, die der böhmische Bildhauer Anton Dorazil schuf.